# Thomas Milani (Eishockeyspieler)
Thomas Alan „Tom“ Milani (* 13. April 1952 in Thunder Bay, Ontario; † 28. Dezember 2021) war ein italo-kanadischer Eishockeyspieler, der den Großteil seiner aktiven Karriere zwischen 1972 und 1988 in der International Hockey League (IHL) und der italienischen Serie A verbracht hat. Zudem war Milani, der auch zwei Partien für die Minnesota Fighting Saints in der World Hockey Association (WHA) absolvierte, über mehrere Jahre italienischer Nationalspieler und nahm an den Olympischen Winterspielen 1984 teil.

## Karriere
Milani wechselte von den Thunder Bay Vulcans im Jahr 1972 an die University of Minnesota Duluth. Dort war Kapitän der Bulldogs, dem Eishockeyteam der Universität. Insgesamt absolvierte er in vier Jahren bei den Bulldogs 146 Spiele. Nach kurzen Zwischenstationen bei den Syracuse Blazers in der North American Hockey League (NAHL), mit dem er den Lockhart Cup gewann, und den Minnesota Fighting Saints in der World Hockey Association (WHA) verbrachte er drei Spielzeiten bei den Kalamazoo Wings in der International Hockey League (IHL). Dabei erzielte Milani 145 Tore und 302 Scorerpunkte. In den Spieljahren 1978/79 und 1979/80 gewann er mit den Wings den Turner Cup.
Danach wechselte Milani nach Italien, wo er beim HC Bozen, Asiago Hockey, EV MAK Bruneck, HC Como, HC Meran, HC Varese und dem HC Fiemme Cavalese in der Serie A aktiv war. Mit Meran und Varese wurde er in den Jahren 1986 und 1987 jeweils Italienischer Meister.

### International
Mit der italienischen Nationalmannschaft nahm Milani an den Olympischen Winterspielen 1984 in Sarajevo teil, wo die Mannschaft den neunten Platz belegte. Des Weiteren bestritt er zwischen 1981 und 1986 fünf aufeinanderfolgende Weltmeisterschaftsturniere, davon zwei in der A- und drei in der B-Gruppe. Bei der B-Weltmeisterschaft 1981 im heimischen Gröden gelang dem Stürmer mit der Mannschaft nach 22 Jahren der Wiederaufstieg in die A-Gruppe.

## Erfolge und Auszeichnungen
| - 1975 WCHA Second All-Star Team - 1976 WCHA Second All-Star Team - 1977 Lockhart-Cup-Gewinn mit den Syracuse Blazers - 1978 IHL Second All-Star Team - 1979 Turner-Cup-Gewinn mit den Kalamazoo Wings | - 1979 IHL Second All-Star Team - 1980 Turner-Cup-Gewinn mit den Kalamazoo Wings - 1986 Italienischer Meister mit dem HC Meran - 1987 Italienischer Meister mit dem HC Varese |

### International
- 1981 Aufstieg in die A-Gruppe bei der B-Weltmeisterschaft